# Changtang, Guangdong
Changtang är en köping i sydöstra Kina. Den ligger i Heping härad i staden Heyuan i provinsen Guangdong, omkring 250 kilometer nordost om provinshuvudstaden Guangzhou. Antalet invånare är 12 575. Befolkningen består av 6 325 kvinnor och 6 250 män. Barn under 15 år utgör 23,0 %, vuxna 15-64 år 62 %, och äldre över 65 år 13,0 %.